# José Chaves Ortiz
José María Chaves Ortiz (Sevilla, 1839- Sevilla, 1903) fue un pintor e ilustrador español, formado en la Escuela de Bellas Artes de Sevilla, donde fue discípulo de Eduardo Cano y Manuel Barrón. Se dedicó principalmente al género costumbrista y a pintura sobre temas taurinos.

## Biografía
Practicó diversas técnicas: pintura al óleo, pastel, acuarela, grabado, dibujo, Entre sus obras se puede destacar Caída mortal (1863), Los que saben divertirse (1879) y Torero con mujer (1884). Fue padre de Manuel Chaves Rey y abuelo de Manuel Chaves Nogales. Ilustró con sus dibujos, junto a artistas como Daniel Perea y Ángel Lizcano, la revista taurina La Lidia.

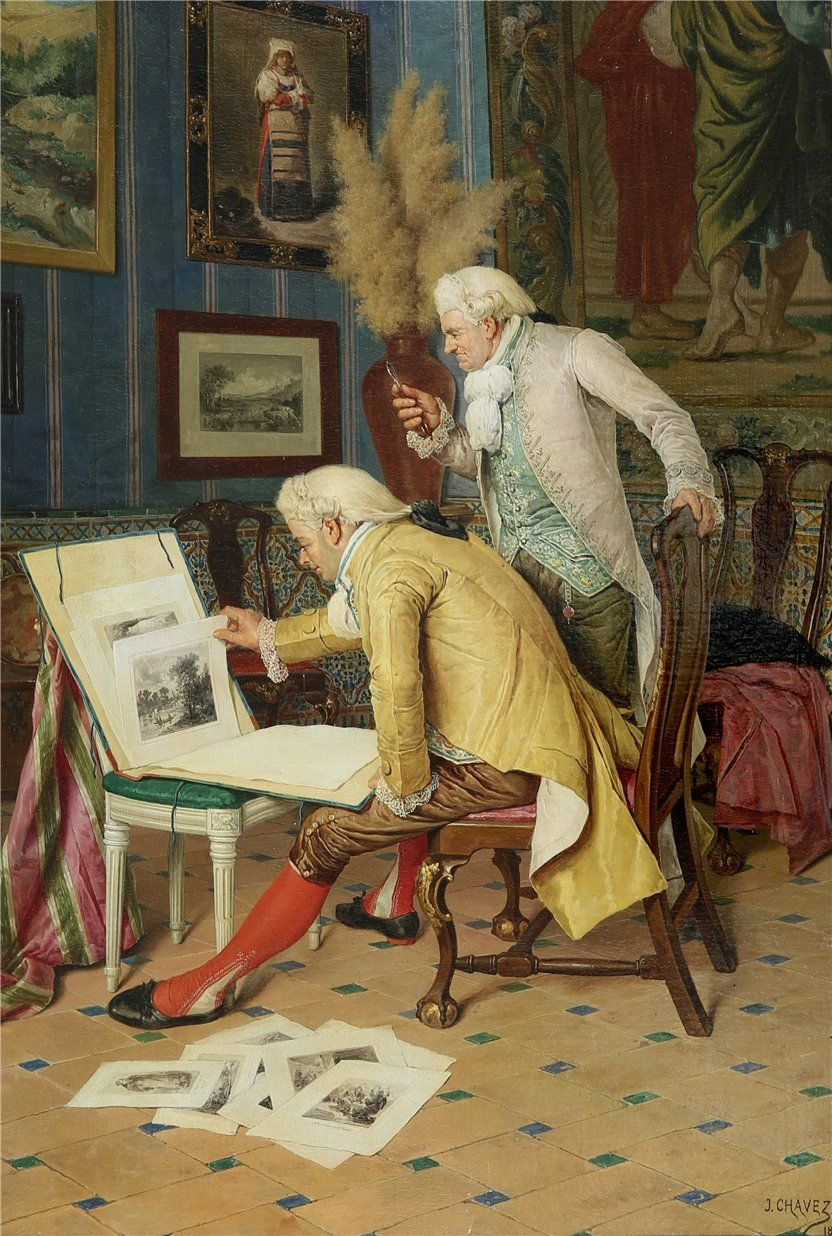
Los Coleccionistas de Arte, pintado en 1878.

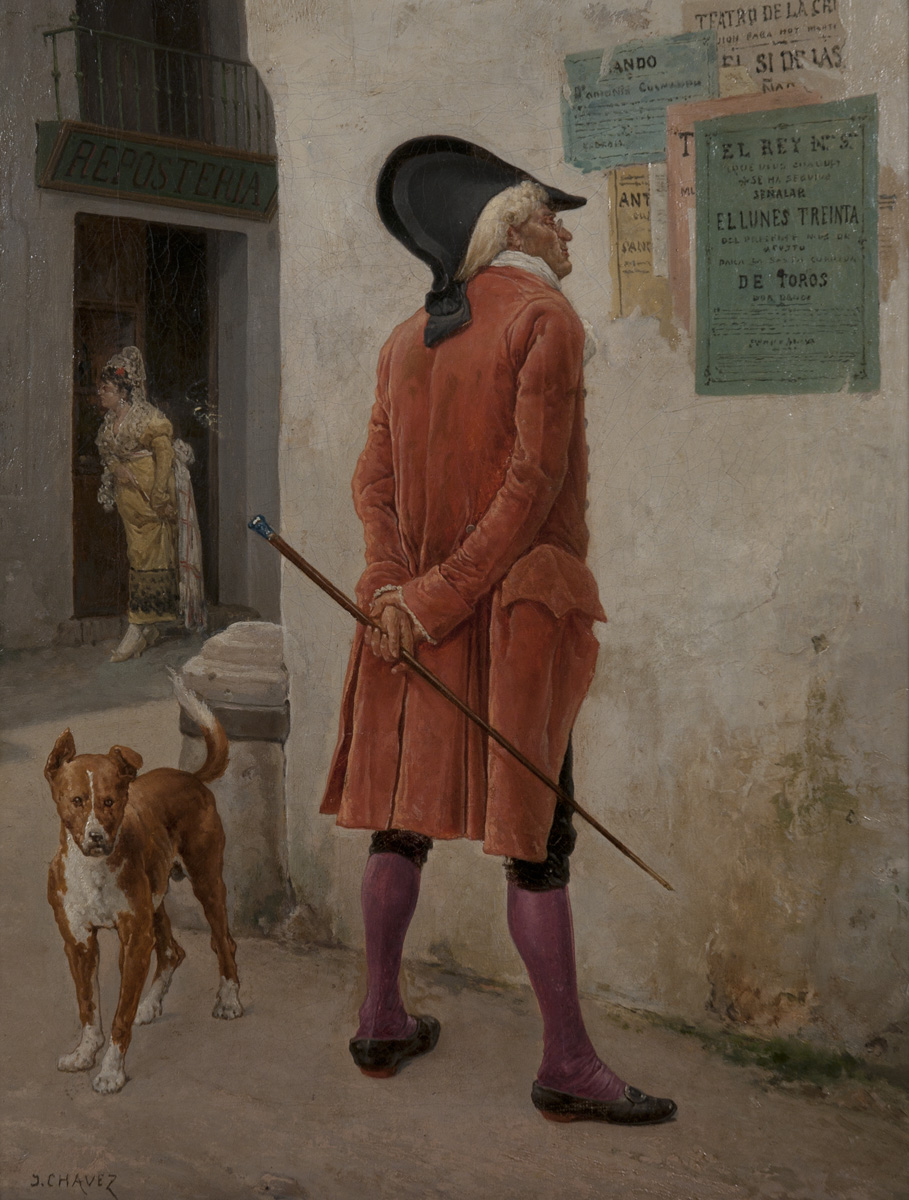
Cuadro sin título de Chaves, pintado en 1878.